# Districtul Mechroha
Mechroha este un district din provincia Souk Ahras, Algeria.